# Риу-Негру (Парана)
Риу-Негру (порт. Rio Negro) — муниципалитет в Бразилии, входит в штат Парана. Составная часть мезорегиона-агломерации Куритиба. Входит в экономико-статистический микрорегион Риу-Негру. Население составляет 30 480 человек на 2006 год. Занимает площадь 603,246 км². Плотность населения — 50,5 чел./км².

## История
Город основан 15 ноября 1870 года.

## Статистика
- Валовой внутренний продукт на 2003 год составляет 336 577 329,00 реалов (данные: Бразильский институт географии и статистики).
- Валовой внутренний продукт на душу населения на 2003 год составляет 11 344,79 реалов (данные: Бразильский институт географии и статистики).
- Индекс развития человеческого потенциала на 2000 год составляет 0,801 (данные: Программа развития ООН).

## География
Климат местности: субтропический.